# Казьмін Микола Дмитрович
Микола Дмитрович Казьмін (26 квітня 1904, місто Наро-Фомінськ, тепер Московської області, Російська Федерація — 29 жовтня 1963, місто Москва) — радянський діяч, завідувач відділу шкіл ЦК КПРС, завідувач відділу науки, шкіл і культури ЦК КПРС по РРФСР, директор Центрального музею Леніна. Член Центральної Ревізійної Комісії КПРС у 1956—1961 роках. Депутат Верховної ради РРФСР 4—5-го скликань.

## Життєпис
Народився в родині селянина-бідняка. Трудову діяльність розпочав у 1918 році.
Член ВКП(б) з 1928 року.
У 1929 році закінчив Академію комуністичного виховання імені Крупської.
У 1929—1938 роках — викладач; на керівній роботі в органах народної освіти.
21 травня 1939 — грудень 1940 року — секретар Івановського обласного комітету ВКП(б) з пропаганди і агітації.
З 3 грудня 1940 по 1941 рік — заступник директора Вищої партійної школи при ЦК ВКП(б), лектор і директор Ленінських курсів при ЦК ВКП(б).
З липня 1941 року — у Червоній армії, учасник німецько-радянської війни. Служив у політичному управлінні Новгородської армійської групи Північно-Західного фронту.
У 1942—1947 роках — начальник відділу агітації Головного політичного управління РСЧА — Радянської армії.
У грудні 1946—1948 роках — аспірант Академії суспільних наук при ЦК ВКП(б).
30 червня 1948 — 15 липня 1949 року — завідувач сектору агітаційно-масової роботи відділу пропаганди і агітації ЦК ВКП(б).
28 січня — 28 березня 1949 року — член Середньоазіатського бюро ЦК ВКП(б).
У червні 1949 — жовтні 1955 року — секретар Ленінградського обласного комітету ВКП(б) (КПРС).
11 жовтня 1955 — 17 березня 1956 року — завідувач відділу шкіл ЦК КПРС.
17 березня 1956 — 1 серпня 1961 року — завідувач відділу науки, шкіл і культури ЦК КПРС по РРФСР.
1 серпня 1961 — 29 жовтня 1963 року — директор Центрального музею В. І. Леніна.
Помер 29 жовтня 1963 року після важкої хвороби в Москві. Похований на Новодівочому цвинтарі Москви.

## Звання
- старший батальйонний комісар
- полковник

## Нагороди
- орден Вітчизняної війни І ст. (24.06.1944)
- орден Червоної Зірки (21.07.1942)
- медаль «За оборону Ленінграда»
- медаль «За оборону Кавказу»
- медаль «За визволення Варшави»
- медаль «За перемогу над Німеччиною у Великій Вітчизняній війні 1941—1945 рр.»
- медаль «За перемогу над Японією»
- медаль «За трудову доблесть»
- медалі